# Hazel Waterman
Hazel Wood Waterman (Tuskegee, 5 de mayo de1865-Berkeley, 22 de julio de1948) fue una arquitecta estadounidense de principios del siglo XX. Trabajó en un estilo inspirado en el movimiento Arts and Crafts en el sur de California. Se encargó de la primera gran reforma de la Casa de Estudillo, uno de los más antiguos ejemplos de la arquitectura española en California.

## Vida personal y educación
Hazel Wood nació el 5 de mayo de 1865 en Tuskegee (Alabama). A principios de la década de 1880, su padre, el reverendo Jesse Wood, se mudó con su familia a Oroville (California). En 1882-3, cuando estudiaba arte en la Universidad de California en Berkeley, Hazel conoció a su futuro marido, Waldo Sprague Waterman, cuyo padre era Robert Waterman, antiguo gobernador de California.
Hazel y Waldo se casaron en 1889. Después se mudaron a Cuyamaca, donde Waldo trabajaba como supervisor en una mina. En 1891, se mudaron a San Diego, donde Waldo empezó a trabajar para el ferrocarril. La pareja tuvo tres hijos: Robert Wood, Helen Gardner y Waldo Dean. Se unieron al College Graduate Club de San Diego, donde conocerían a varias personas que serían muy importantes para la carrera de Hazel, especialmente los arquitectos Irving Gill y William S. Hebbard, la paisajista Kate Sessions y el empresario Julius Wangenheim.
En 1900, Hazel y Waldo contrataron a Gill para que les construyese una casa. La «Granite Cottage», como así la llamaban, era un edificio inspirado en el estilo Tudor que combinaba un piso inferior de granito con un piso superior con entramado de madera. Hazel ayudó a esbozar los diseños de las habitaciones hasta el más mínimo detalle, como los marcos de las ventanas. A Gill le sorprendieron las ideas de Hazel y pensó que tenía un «talento natural» para la arquitectura. Sin duda, le gustó tanto la experiencia que escribió un artículo sobre ella en 1902 para la revista House Beautiful. Por su descripción, es evidente que se sentía atraída por la estética del movimiento Arts and Crafts, que utiliza materiales naturales y formas austeras para crear cierta armonía con el paisaje circundante. Al igual que otras arquitectas de la época, prestaba especial atención a las características que pueden ahorrarnos trabajo.
La vida de Hazel cambió radicalmente en 1903, cuando Waldo falleció de una neumonía, dejando a la familia con problemas financieros complejos. Hazel empezó a estudiar dibujo arquitectónico mediante un curso por correspondencia que ofrecía el International Correspondence School. Gill la ayudó impartiéndole clases de dibujo en perspectiva en sus ratos libres en su despacho. En 1904, la empresa de Gill, Hebbard and Gill, la contrató para que hiciese dibujos de arquitectura sobre tela, y le permitía trabajar desde casa. También asistía a clases sobre el movimiento Arts and Crafts y su propia estética se basaría tanto en este movimiento como en el modernismo inspirado en el estilo de la pradera de Gill.

## Trayectoria

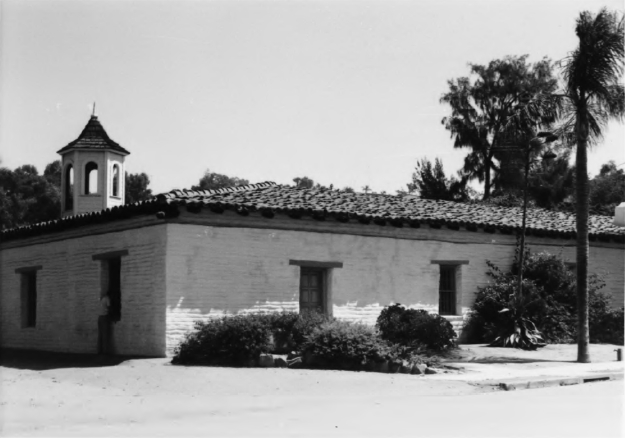
La Casa de Estudillo en 1975.

Tras formarse con Gill, Waterman quiso empezar por su cuenta como arquitecta, y Gill le ayudó. Tuvo su primer encargo en 1905, gracias a dos de sus antiguos clientes: la socialité Alice Lee, de San Diego (de quien toma el nombre la hija mayor de Theodore Roosevelt), y su compañera Katherine Teats. Lee quería que Waterman diseñase un grupo de tres casas cerca de Balboa Park, y le pidió a Gill que fuese el arquitecto oficial del proyecto aunque Waterman fuese quien realmente se encargara del diseño. Gill estuvo de acuerdo y apoyó a la principiante Waterman supervisando su trabajo. Waterman situó las casas en forma de U, de forma que tuviesen un jardín común diseñado por Kate Sessions. Así, el edificio de Lee y Teats se completó en el estilo Prairie, similar al estilo que Gill había utilizado en otros de sus proyectos en ese momento.
En 1906, Waterman abrió su propio estudio, a pesar de que siguió manteniendo vínculos estrechos con Gill durante toda su carrera. Durante los primeros cinco años, más o menos, diseñó principalmente viviendas de estilo Arts and Crafts. La mayoría de ellas mostraban su preferencia por diseños que combinasen los elementos de interior con los elementos de exterior. En 1911, recibió su primer encargo no relacionado con las viviendas: un nuevo edificio para el Wednesday Club de San Diego (del cual era miembro desde hacía tiempo). Para este edificio amplió su estilo e incluyó elementos que rendían homenaje a la arquitectura española de la región, sobre todo el estuco.
El encargo más conocido de Waterman de su carrera en solitario llegó en 1910 de parte del empresario John D. Spreckels, que consistió en la restauración de la Casa de Estudillo en Old Town, San Diego. La Casa de Estudillo era uno de los ejemplos más antiguos de la arquitectura española que quedaban en California, y consiguió fama en los Estados Unidos una generación antes al estar asociada con el best seller Ramona (1884) de Helen Hunt Jackson. Waterman trabajó con documentos históricos con el fin de determinar qué materiales se deberían utilizar para la restauración y cuál debería ser el diseño final para las habitaciones y los jardines, a la vez que intentaba satisfacer el deseo de Spreckel de restaurar la casa de forma que se pudiese promocionar como una atracción cuya temática principal era Ramona. Se reconoció su labor en esta restauración cuando el Servicio de Edificios Históricos de Estados Unidos la registró en 1937.
Waterman también recibió un encargo de Children's Home, en Balboa Park y diseñó un jardín para Julius Wangenheim que conseguiría en 1933 el Premio de Honor del American Institute of Architects. A lo largo de los años pudo contratar a varios diseñadores, incluida Lilian Rice y su propia hija, Helen. Colaboró con diseñadores locales y artistas como el fabricante de baldosas Ernest A. Batchelder. La amplitud de su interés por el diseño resulta obvia en los frecuentes documentos que escribía sobre temas diversos para el Wednesday Club.
Waterman descansó de la arquitectura entre 1915 y 1920, y parece que dejó la arquitectura definitivamente en 1929. Se retiró a Berkeley, California, donde murió el 22 de julio de 1948. El San Diego History Center conserva sus documentos.